# Cecília de Baux
Cecília de Baux (em francês: Cécile des Baux; m. 21 de maio de 1275) foi condessa de Saboia através do casamento com Amadeu IV de Saboia. Ela foi regente durante a menoridade do filho, Bonifácio de Saboia.
Era chamada de Passerose, ou seja, Malva-rosa em português.

## Família
Seus pais eram Barral de Baux, visconde de Marselha e Sibila de Anduze. 
Seus avós paternos eram Hugo de Baux e Barale de Marselha. Já seus avós maternos eram Pierre Bermondo e Constança de Tolosa, ex-esposa do rei Sancho VII de Navarra.
Cecília teve quatro irmãos: Hugo, noivo de Filipa de Poitiers-Valentinois; Bertrando, conde de Avellino, se casou com Filipa de Poitiers-Valentinois; Marquise, primeira esposa de Henrique II de Rodez, conde de Rodez e visconde de Carlat, e Margarida.

## Noivados e casamento
Seu pai, Barral, negociou um casamento entre a filha e Guigues VII de Viennois, delfim de Viennois, em 1239. O noivado foi anulado em junho 1240, e Barral alegou mais tarde que foi ameaçado de morte, e por isso aceitou o noivado. 
Em uma escritura datada em 24 de fevereiro de 1241, Raimundo VII de Tolosa, conde de Tolosa e marquês da Provença lhe doou todas suas propriedades além do Rio Ródano. 
Em 24 de novembro de 1244, foi assinado um contrato de casamento entre Cecília e o conde Amadeu IV de Saboia, filho de Tomás I de Saboia e Margarida de Genebra. Eles se casaram por procuração na Capela de Santa Maria de Orange, em 18 de dezembro de 1244. O noivo foi representado por Humberto de Seyssel. 

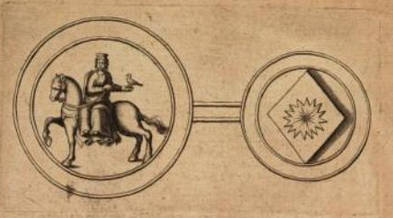
Representação de Cecília na obra Histoire généalogique de la royale Maison de Savoie, em 1660, por Samuel Guichenon.

Cecília era sua segunda esposa, pois antes o nobre tinha sido marido de Margarida de Borgonha, também chamada de Ana, morta em 1243, filha de Hugo III, Duque da Borgonha.
Em seu testamento de 19 de setembro de 1252, Amadeu nomeou como herdeiro o seu filho mais velho, Bonifácio de Saboia, que ficaria sob a tutela do irmão, Tomás I e Cecília, que agiriam como regentes.

Brasão de armas da Casa de Baux.

Em 24 de maio de 1253, a condessa recebeu os castelos de Momigliano, La Rocchetta e de Terra della Tarantasia. Além disso, ele também lhe deu o castelo de Monte Meliani, com a condição de que Bonifácio vivesse com a mãe.
Após a morte do cunhado em 1259, ela continuou a ser regente. Um de seus atos foi aliviar St-Germain-sur-Séez de impostos em troca de ajuda para guiar os viajantes pelo Passo do Pequeno São Bernardo, localizado entre Saboia, na França, e o Vale de Aosta, na Itália.
Sob sua regência, os tios dos filhos, Pedro II de Saboia e Filipe I de Saboia continuaram adquirindo terras e influências nas regiões próximas em nome do conde.

## Descendência
- Bonifácio de Saboia (1244 - 1263), sucessor do pai, não se casou ou teve filhos;
- Beatriz de Saboia, Senhora de Vilhena (1250 - 1292), foi noiva do infante Jaime de Aragão, mas se casou primeiro com Pedro de Chalon, Senhor de Châtelbelin, e depois com o infante Manuel de Castela, com quem teve um filho, João Manuel de Castela;
- Leonor de Saboia, se casou em 1269 com Guichardo, filho de Reinaldo de Forez e Isabel de Beaujeu. Sem filhos;
- Constança de Saboia (antes de 14 de janeiro de 1264), por não ser mencionada nos testamentos do pai, pode ter sido uma filha póstuma e irmã gêmea de Leonor. Não se casou.

## Morte
A condessa morreu em 21 de maio de 1275, muito tempo depois da morte do marido em 1253, que foi sepultado na Abadia de Hautecombe, local de enterro da Casa de Saboia.